# Les Sept-Sœurs
Ne doit pas être confondu avec Île des Sœurs.
Les Sept-Sœurs sont un ensemble d'îlots rocheux inhabités de l'archipel d'Hochelaga situés dans le fleuve Saint-Laurent au sud de Montréal au Québec (Canada). Les Sept-Soeurs font partie, avec les îles voisines des rapides de Lachine, du refuge d'oiseaux migrateurs de l'Île-aux-Hérons créé en 1937 par le gouvernement fédéral, et sont rattachées à la municipalité de Montréal.

## Géographie
Les Sept-Sœurs constituent un ensemble d'îlots et d'affleurements rocheux s'étendant sur 250 m de longueur et 200 m de largeur maximales. Situées dans le fleuve Saint-Laurent au sud de l'île de Montréal, elles font partie de l'ensemble des îles des Rapides de Lachine – avec l'île aux Hérons et l'île aux Chèvres au nord-est, l'île au Diable au sud-ouest plus en amont, l'île à Boquet au sud et l'île Rock plus à l'est – de l'archipel d'Hochelaga. Elles sont séparées au nord de la grande île de Montréal par le grand saut du fleuve Saint-Laurent (18 m de dénivellation), dit des rapides de Lachine, entre la zone du lac Saint-Louis en amont et le bassin de La Prairie en aval.
L'ensemble d'îlets constituant Les Sept-Sœurs se trouvent à environ 600 m au sud est de l'île de Montréal, face au parc des Rapides de l'arrondissement LaSalle (auquel elles sont administrativement rattachées). Les îles sont séparées au nord-est de la grande île aux Hérons par un chenal de 30 m de largeur navigable.
Fortement boisées, Les Sept-Sœurs sont inhabitées de manière permanente, sauf le plus grand îlot, sur lequel se trouve un chalet saisonnier.

## Histoire
En 1984, des fouilles archéologiques menées sur les îles aux Hérons, aux Chèvres et à Boquet ont mis au jour, sur les trois sites, des artéfacts et des traces de présence amérindienne remontant à 2 000 ans, les îles servant probablement de campements temporaires aux pêcheurs et chasseurs iroquois,. Même si de telles découvertes n'ont pas été faites sur Les Sept-Sœurs, il est très probable que ces îlots aient été également fréquentés par les Premières Nations.
Les îles des Rapides de Lachine, rattachées à l'arrondissement LaSalle, font partie de la circonscription provinciale Marguerite-Bourgeoys depuis 1994.

## Faune et flore
Les Sept-Sœurs font partie depuis 1937 du refuge d'oiseaux migrateurs de l'Île-aux-Hérons, un espace protégé où nidifient notamment les Grands Hérons et les Bihoreaux gris. Les Sept-Sœurs sont principalement fréquentées par différentes espèces de canards en période de reproduction.